# Hans Werner Dannowski

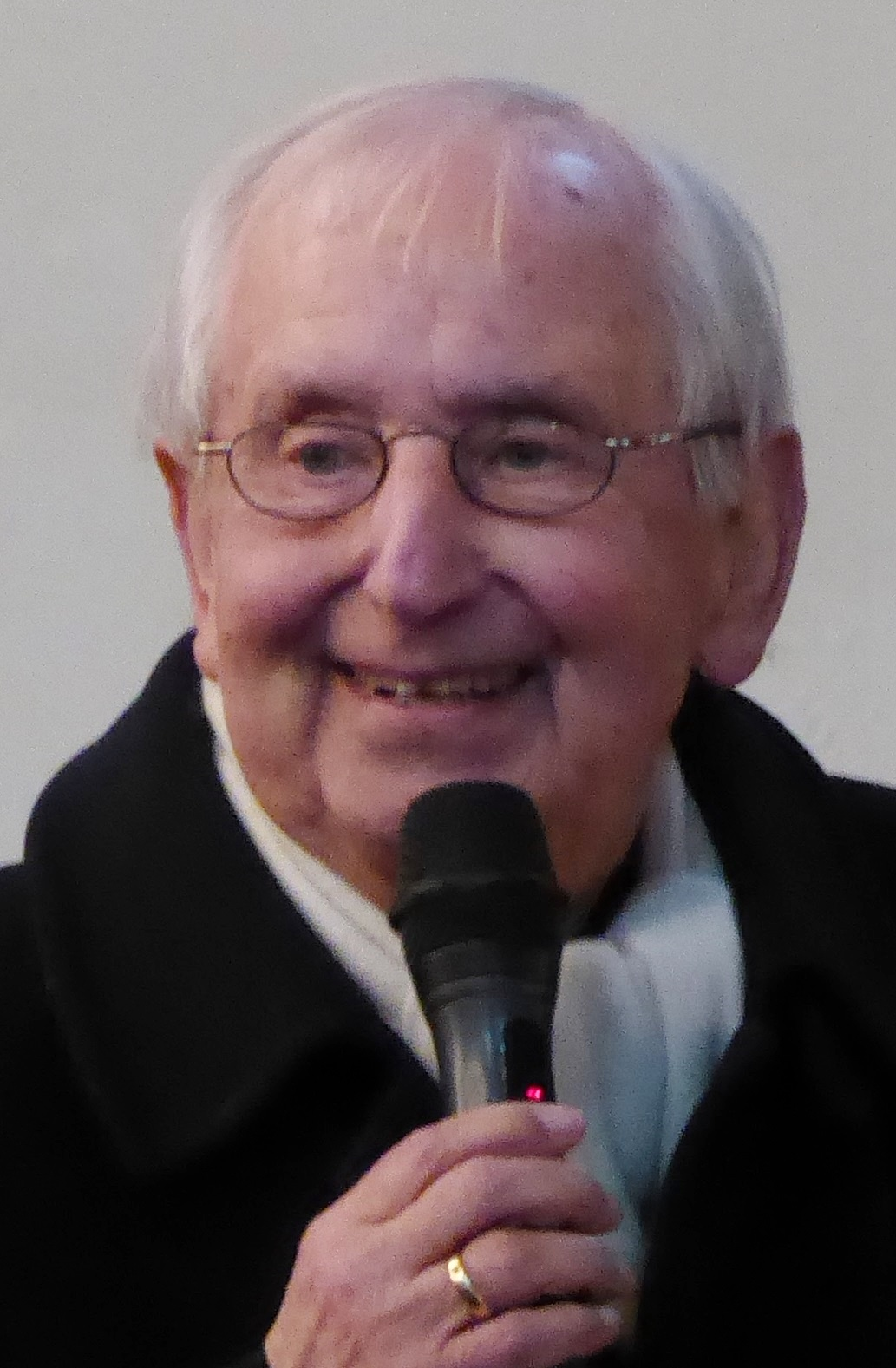
Hans Werner Dannowski, 2016

Hans Werner Dannowski (* 22. Juni 1933 in Petershagen bei Berlin; † 28. November 2016 in Hannover) war ein deutscher evangelischer Theologe und Buchautor. Von 1980 bis 1998 war er Stadtsuperintendent des evangelisch-lutherischen Stadtkirchenverbandes Hannover und Pastor der Marktkirche.

## Werdegang
Hans Werner Dannowski wurde als Kind ostpreußischer Eltern in Petershagen bei Berlin geboren und wuchs in Königsberg auf. Nach dem Zweiten Weltkrieg flüchteten seine Eltern mit ihm nach Ramelsloh (Seevetal) in der Lüneburger Heide. 1953 machte er sein Abitur in Hamburg und begann eine Ausbildung bei der Post. Nachdem er auf dem Kirchentag 1953 Hanns Lilje in der Schlussansprache hörte, entschloss er sich, Pastor zu werden. Er studierte Evangelische Theologie u. a. in Hamburg und Göttingen und schloss 1962 sein Zweites Theologisches Examen ab.
1963 trat er seine erste Pfarrstelle in der St.-Marien-Kirchengemeinde in Göttingen an. Von 1969 bis 1974 war er Studiendirektor des Predigerseminars auf Schloss Imbshausen. Im Jahr 1974 wurde er Superintendent des Kirchenkreises Hannover-Linden und Pastor der St.-Nikolai-Kirchengemeinde.

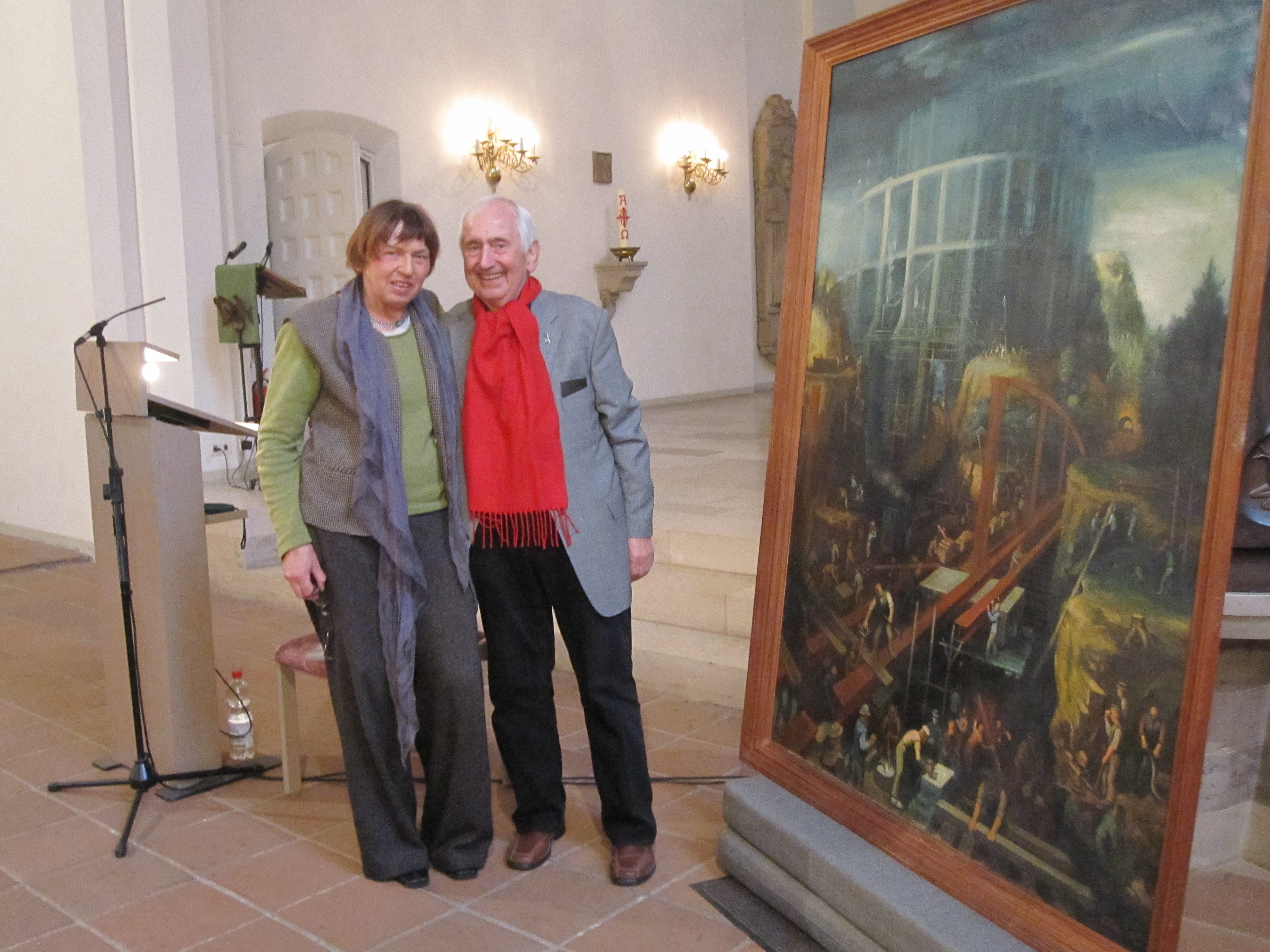
Dannowski und Juliane Ische-Thoms neben Ernst Thoms Gemälde Turmbau (1937) in einer Ausstellung 2011 in der Kreuzkirche von Hannover

1980 wurde Hans Werner Dannowski Stadtsuperintendent des evangelisch-lutherischen Stadtkirchenverbandes Hannover mit dem Vorsitz im Stadtkirchenverband, und er wurde Superintendent des Kirchenkreises Hannover-Mitte sowie Pastor an der Marktkirche. Als Stadtsuperintendent war ihm 1983 bis 1995 der jüdisch-christliche Dialog mit dem damaligen Landesrabbiner Henry G. Brandt vom Landesverband der Jüdischen Gemeinden von Niedersachsen mit Sitz in Hannover besonders wichtig. Dannowski setzte sich für das Gespräch zwischen Kirche und Kunst ein und gestaltete 30 Jahre lang bis in das Jahr 2013 die von ihm initiierte KunstGottesdienste im Sprengel Museum Hannover. Hans Werner Dannowski war Mitbegründer der Konferenz leitender evangelischer Geistlicher in Großstädten und ihr langjähriger Vorsitzender.
Am 1. Juni 1998 ging Dannowski in den Ruhestand. Er blieb seitdem als Gastprediger, Redner und Autor aktiv. Nach Brandanschlägen auf türkische Familien Anfang der 1990er Jahre wurde er Mitinitiater von Lichterketten gegen Ausländerfeindlichkeit in Hannover.
In einer Filmpredigt sagte er 1991:

„Von seinem Anfang, seinem Ende, von seinen Grenzen zu wissen und aus der Auseinandersetzung die Kraft zu gewinnen, mit Rückschlägen und Niederlagen fertig zu werden: Das fällt uns schwer. Aber ein Engel sitzt an unserem Tisch.“

## Weitere Ämter

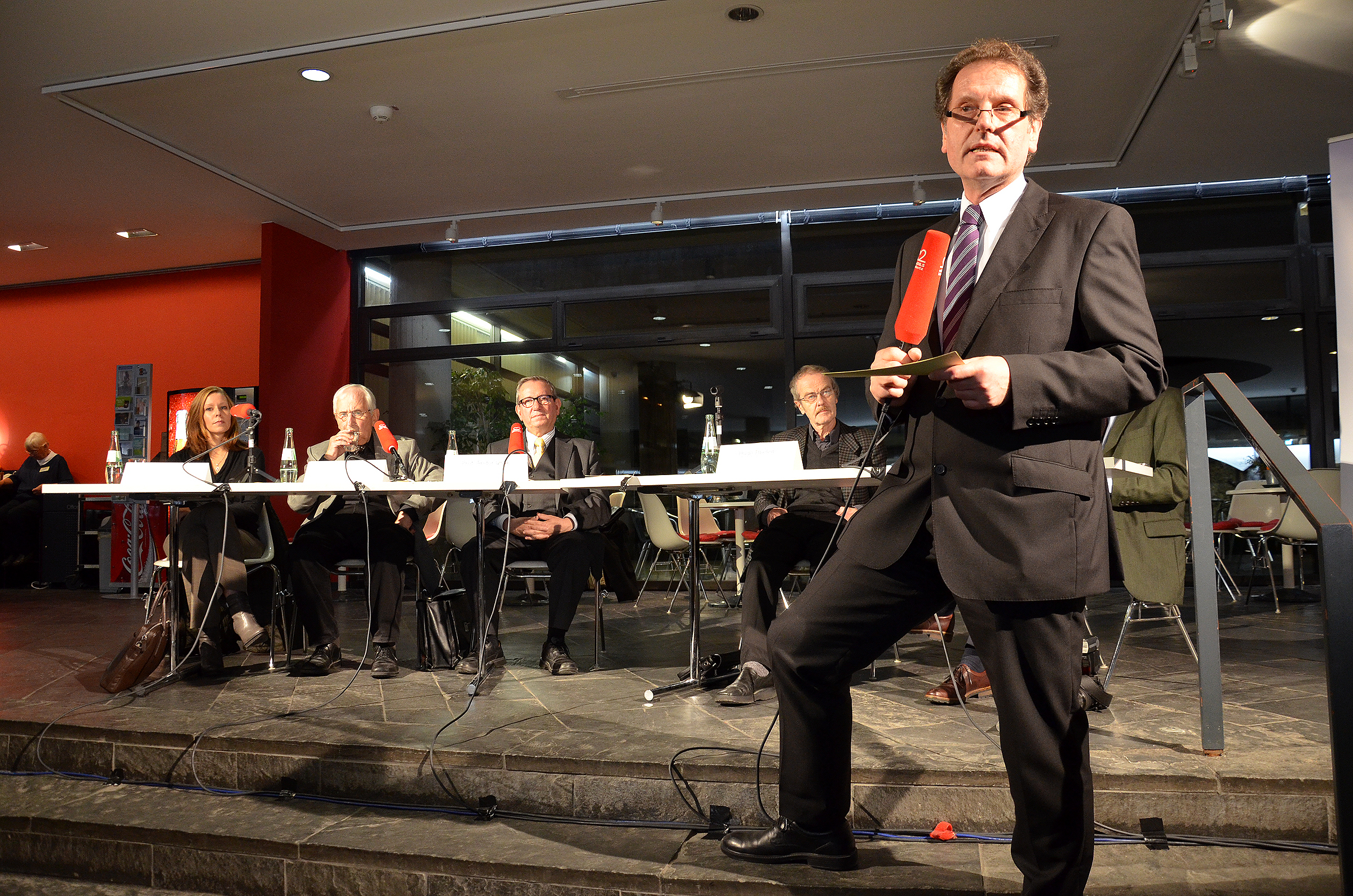
Podiumsdiskussion 2013 im Historischen Museum zur Buchvorstellung Jüdische Persönlichkeiten in Hannovers Geschichte;
Dannowski (2. von links) zwischen Rebecca Seidler und Andor Izsák neben Hugo Thielen und Thomas Schwark (im Vordergrund)

- 1981–1997: Mitbegründer und 16 Jahre lang Vorsitzender der Konferenz der evangelischen Stadtsuperintendenten und Stadtdekane aus deutschen Großstädten
- 1985–1992: Filmbeauftragter des Rates der EKD
- 1987–2003: Präsident der internationalen ökumenischen Film-Organisation Interfilm
- Jury-Mitglied der Berlinale
- Langjähriges Mitglied des Kuratoriums der Bürgerstiftung Hannover

## Auszeichnungen
- 1999: Stadtplakette von Hannover
- 2001: Verleihung des Stadtkulturpreises durch den Freundeskreis Hannover
- Ehrenpräsident von Interfilm

## Werke (Auswahl)
- mit Waldemar R. Röhrbein: Geschichten um Hannovers Kirchen. Studien, Bilder, Dokumente, Hannover: Lutherhaus-Verlag, 1983, ISBN 3-87502-145-2; Inhaltsverzeichnis
- Kompendium der Predigtlehre. 2. Aufl. Mohn, Gütersloh 1990, ISBN 3-579-00215-5.
- (mit Oskar Negt): Königsberg – Kaliningrad. Reise in die Stadt Kants und Hamanns. Steidl Verlag, Göttingen 1998, ISBN 978-3-88243-613-6
- Klosterfahrten. Zwischen Harz und Heide, Weser und Leine, 2. Auflage, Hannover: Schlütersche GmbH & Co. KG Verlag und Druckerei, 2009, ISBN 978-3-89993-661-2; Inhaltsverzeichnis und Verlagsangaben (als PDF-Dokument)
- „Dann fahren wir nach Hannover“. Ansichten und Eindrücke aus einer Stadt, mit acht Collagen von Siegfried Neuenhausen, Hannover: Schlütersche Verlagsgesellschaft, 2000, ISBN 3-87706-569-4; großteils online über Google-Bücher
- Hannover – weit von nah: In Stadtteilen unterwegs, Schlütersche GmbH & Co. KG Verlag und Druckerei, 2002, ISBN 978-3-87706-653-9; Vorschau über Google-Bücher
- Unterwegs im Calenberger Land. Dörfer, Kirchen und alte Gutshöfe zwischen Deister und Leine, Schlütersche GmbH & Co. KG Verlag und Druckerei, 2009, ISBN 978-3-89993-651-3
- Der Himmel lacht: Bachs Kantaten im Rhythmus des Jahres, Lutherisches Verlagshaus, 2012, ISBN 978-3-7859-1090-0